# 이스마엘넓적코박쥐
이스마엘넓적코박쥐(Platyrrhinus ismaeli)는 주걱박쥐과(신세계잎코박쥐과)에 속하는 남아메리카 박쥐의 일종이다.

## 특징
중간 크기의 박쥐로 머리부터 몸까지 길이는 77~87mm이고, 어깨 길이는 50~56mm이다. 발 길이는 13~18mm, 귀 길이는 20~22mm, 몸무게는 최대 40g이다.